# Belize nos Jogos Pan-Americanos de 2015
Belize competiu nos Jogos Pan-Americanos de 2015 em Toronto de 10 a 26 de julho de 2015. O país competiu em 2 esportes com 3 atletas e e não conquistou medalha nesta edição.